# Hranice, Přerov
Hranice (nemško Weißkirchen ali Mährisch Weißkirchen), je mesto na Moravskem, na vzhodu Češke, opisno včasih »Hranice na Moravě« (Hranice na Moravskem), z namenom, da se mesto razlikuje od drugih Hranic na Češkem. Dejansko se »Hranice na Moravě« uradno imenuje ena od mestu bližnjih železniških postaj.
V obdobju Avstro-Ogrske je bilo mesto znano po tamkajšnji vojaški akademiji, na kateri se je šolal tudi Herman Potočnik - Noordung, in po talmundski judovski šoli. 
Po mestu je poimenovana tudi bližnja najgloblja depresija na Češkem. 

## Zgodovina
Do leta 1918 so bile Hranice del Avstro-Ogrske, ter sedež istoimenskega okrožja na Moravskem. Nemško uradno poimenovanje mesta je bilo v uporabi zgolj do leta 1878. Leta 1883 je Antonín Kunz (1859–1910) v mestu ustanovil delavnico za izdelavo in popravila manjših poljedelskih strojev, ki jo je kmalu preusmeril v proizvodnjo vetrnih in drugih črpalk. Njegova tovarna je sčasoma postala največji proizvajalec vodnih črpalk v celotni Avstro-Ogrski. Od konca 19. stoletja so v njej proizvajali že celotne komunalne vodovodne sisteme, s katerimi so uredili vodno oskrbo v več kot tisočih naseljih in občinah, pa tudi v nekaterih tovarnah in na velikih posestvih. Iz Kunzove tovarne je po nacionalizaciji nastala tovarna črpalk z imenom Sigma.

## Judovska skupnost v Hranicah
Prvi Judje so se v mestu naselili v začetku 17. stoletja, leta 1637 jim je bila podeljena pravica do lastne uprave svoje četrti (okoli sedanje Janáčkove ceste), nekoč imenovane Židovska cesta. Dovoljeno jim je bilo zgraditi 17 hiš, niso pa smeli graditi drugje. Židovska skupnost je svoj vrh dosegla leta 1857, ko je v mestu živelo 802 judov (13% vseh prebivalcev).
Pomembno vlogo so Judje imeli pri razvoju industrije v mestu, tekstilno tovarno so ustanovili leta 1844 (največjo tovarno v mestu do sredine 20. stoletja), in destilarni alkoholnih pijač (1827, 1836).

## Mednarodno povezovanje

### Prijateljska mesta
- Leidschendam-Voorburg  Nizozemska
- Slovenske Konjice  Slovenija (2012) [5]
- Hlohovec  Slovaška